# Раконьяц, Марко
Ма́рко Раконья́ц (черног. Марко Ракоњац; род. 25 апреля 2000, Биело-Поле) — черногорский футболист, нападающий клуба «ОФИ»

## Клубная карьера
Раконьяц — воспитанник клуба «Единство». 20 августа 2016 года в матче против «Будучности» он дебютировал в чемпионате Черногории. В 2019 году Раконьяц перешёл в сербский «Чукарички», где для получения игровой практики на правах аренды был отдан в ИМТ. По окончании арены Марко вернулся в обратно. 1 августа 2020 года в матче против «Инджии» он дебютировал в сербской Суперлиге. 21 марта 2021 года в поединке против «Мачва» Марко забил свой первый гол за «Чукарички».
В апреле 2022 года Раконьяц подписал контракт на 4 года с московским «Локомотивом». 17 июля в матче против «Пари Нижний Новгород» он дебютировал в РПЛ.

## Международная карьера
28 марта 2022 года в товарищеском матче против сборной Греции Раконьяц дебютировал за сборную Черногории.